# Složená roční míra růstu
Složená roční míra růstu (CAGR) je metrika používaná k vyjádření průměrné roční míry růstu investice nebo ekonomické hodnoty, zahrnující efekt složeného úročení, po určité časové období. Na rozdíl od jednoduchého aritmetického průměru CAGR zohledňuje růst v každém období a vyhlazuje tak vliv volatility periodických hodnot, která způsobuje nepřesnost aritmetického průměru. Tato metrika je zvláště užitečná pro srovnávání tempa růstu různých ekonomických časových řad, jako je například růst HDP různých států nebo tržeb různých společností v čase.

## Rovnice
Pro roční hodnoty je CAGR definován jako:
{\displaystyle \mathrm {CAGR} (t_{0},t_{n})=\left({\frac {V(t_{n})}{V(t_{0})}}\right)^{\frac {1}{t_{n}-t_{0}}}-1}
kde {\displaystyle V(t_{0})} je počáteční hodnota, {\displaystyle V(t_{n})} je konečná hodnota a {\displaystyle t_{n}-t_{0}} je počet let.
V tabulkových procesorech slouží k výpočtu CAGR funkce RRI.
CAGR lze také použít k výpočtu průměrné anualizované míry růstu čtvrtletních nebo měsíčních hodnot. Čitatel exponentu by byl v případě čtvrtletních hodnot 4 a v případě měsíčních 12, přičemž jmenovatelem by byl počet odpovídajících období.

## Použití
CAGR se běžně používá v následujících případech:
- Výpočet průměrných výnosů investičních fondů[6]
- Porovnání výkonnosti investičních poradců[6]
- Porovnání historických výnosů akcií s dluhopisy nebo se spořicím účtem[6]
- Výpočet průměrné anualizované míry růstu ekonomických údajů, jako je hrubý domácí produkt, v ročních, čtvrtletních nebo měsíčních časových intervalech[7]